# Typhlichthys subterraneus
Genre
Espèce
Statut de conservation UICN

 NT  : Quasi menacé
Typhlichthys subterraneus est un poisson aveugle, car sans yeux, de la famille des Amblyopsidae. C'est la seule espèce vivante du genre Typhlichthys.
Son nom américain Southern cavefish est traduisible par Poisson cavernicole du sud.

## Distribution
Il vit uniquement aux États-Unis en Alabama, Géorgie, Tennessee, Kentucky, Indiana, Missouri et Arkansas dans des eaux souterraines.

## Référence
- Girard, 1859 : Ichthyological notices. Proceedings of the Academy of Natural Sciences of Philadelphia vol. 11, p. 56-68.

### GenreTyphlichthys
- (en) Catalogue of Life : Typhlichthys (consulté le 11 décembre 2020)
- (en) FishBase : liste des espèces du genre Typhlichthys (site miroir)
- (fr + en) ITIS : Typhlichthys  Girard, 1859
- (en) Animal Diversity Web : Typhlichthys
- (en) UICN : taxon  Typhlichthys  (consulté le 7 janvier 2023)

### EspèceTyphlichthys subterraneus
- (en) Catalogue of Life : Typhlichthys subterraneus Girard, 1859 (consulté le 18 décembre 2020)
- (en + fr) FishBase : espèce Typhlichthys subterraneus  Girard, 1859 (+ traduction) (+ noms vernaculaires 1 & 2)
- (fr + en) ITIS : Typhlichthys subterraneus  Girard, 1859
- (en) Animal Diversity Web : Typhlichthys subterraneus
- (en) UICN : espèce Typhlichthys subterraneus Girard, 1859 (consulté le 4 juin 2015)